# Mordellistena andreae
Mordellistena andreae es una especie de coleóptero de la familia Mordellidae. Presenta las subespecies: Mordellistena andreae ancilla, Mordellistena andreae andreae y Mordellistena andreae ustulata.

## Distribución geográfica
Habita en  Estados Unidos.